# Matsushimomyces verrucophorus
Matsushimomyces verrucophorus är en svampart som beskrevs av R.F. Castañeda & W.B. Kendr. 1991. Matsushimomyces verrucophorus ingår i släktet Matsushimomyces, divisionen sporsäcksvampar och riket svampar.   Inga underarter finns listade i Catalogue of Life.